# Едоки пирожков
«Едоки пирожков», или «Мальчики, поедающие пирожки», (исп. Niños comiendo de una tartera) — жанровая картина испанского художника Бартоломе Эстебана Мурильо, написанная в 1670—1675 годах. Полотно находится в музее Старая пинакотека в Мюнхене (Германия). Помимо религиозной тематики жанровая живопись встречается у Мурильо наиболее часто. Она в основном представлена живописными сценами с детьми-нищими в различных ситуацияк, таких как «Дети, играющие в кости» или «Маленький нищий». 

## История
Мурильо был одним из первых европейских художников, который начал изображать сцены с мальчиками в роли главных героев картин. Хотя были художники, например, современник Мурильо датский живописец Эберхард Кейль (1624—1687), которые уже писали полотна с мальчишками, как главными героями, однако ни один из них не мог сравниться с той непосредственностью и обыденностью, с которыми удавалось изобразить своих героев Мурильо.
Эта картина относится к ряду жанровых полотен на детскую тему, написанных Мурильо в период с 1670 по 1675 год. Тема уже использовалась художником в более ранних картинах, где Мурильо через невинную сцену показывает печальное и жалкое состояние, в котором оказывались страдающие юные нищие, которыми в то время были полны улицы Севильи. Похожая композиция была изображена художником на ранней картине 1650 года «Мальчики, поедающие виноград и дыню». 
Здесь тема детства преподнесена более обнадеживающим и безмятежным образом, с оптимизмом и радостью, хотя и очень идеализированными. Оба ребёнка представлены с большим реализмом и без морализаторских намерений.
Скорее всего, заказчиками этой картины Мурильо были дилерами из Северной Европы, где картины на такие темы высоко ценились. Практически все жанровые картины Мурильо находятся за пределами Испании, в которой в то время предпочитались полотна на религиозные темы. С 1799 года картина находится в Старой пинакотеке в Мюнхене, куда она была переведена из галереи Маннгейма, когда многие произведения искусства перевезли в пинакотеку из галерей запада Германии для спасения от наполеоновской армии. Здесь же находятся такие шедевры жанровой живописи Мурильо, как «Мальчики, поедающие виноград и дыню» и «Дети, играющие в кости».

## Описание
На переднем плане картины изображены два ребёнка, которые занимают почти всю сцену. Они сидят и, кажется, едят пирог. Справа собака с нетерпением ждёт, что и ей что-то перепадёт. У ног мальчиков лежит корзина с фруктами, изображёнными с поразительным натурализмом. Мурильо на этой картине невероятно ловко использует освещение. Сцену освещает единственный источник, который создаёт форму и объёмность и распределяет пространство для достижения большого реализма в композиции. Реализм еще больше подчёркивается выразительностью чувств в жестах детей и собаки, а также в подробном и детальном изучении изображённых продуктов, одежды и даже грязных ног ребёнка на переднем плане.
Мазки являются плавными, и цвета, распределённые в преобладающих землистых коричневых, серых и зелёных оттенках, нежно гармонируют в идеальном слиянии с тёмным задним планом, образованным сфумато.